# راسيل نيكسون
راسيل نيكسون (بالإنجليزية: Russ Nixon) هو مدرب كرة القاعدة ‏ أمريكي، ولد في 19 فبراير 1935 في كليفس في الولايات المتحدة، وتوفي في 9 نوفمبر 2016 في لاس فيغاس في الولايات المتحدة.

## وصلات خارجية
- راسيل نيكسون على موقعبيزبول رفرنس.كوم (الدوري الرئيسي) (الإنجليزية)
- راسيل نيكسون على موقعبيزبول رفرنس.كوم (الدوري الثانوي) (الإنجليزية)
- راسيل نيكسون على موقع مشجعي الرسوم البيانية (الإنجليزية)